# Хватовка (Нижегородская область)

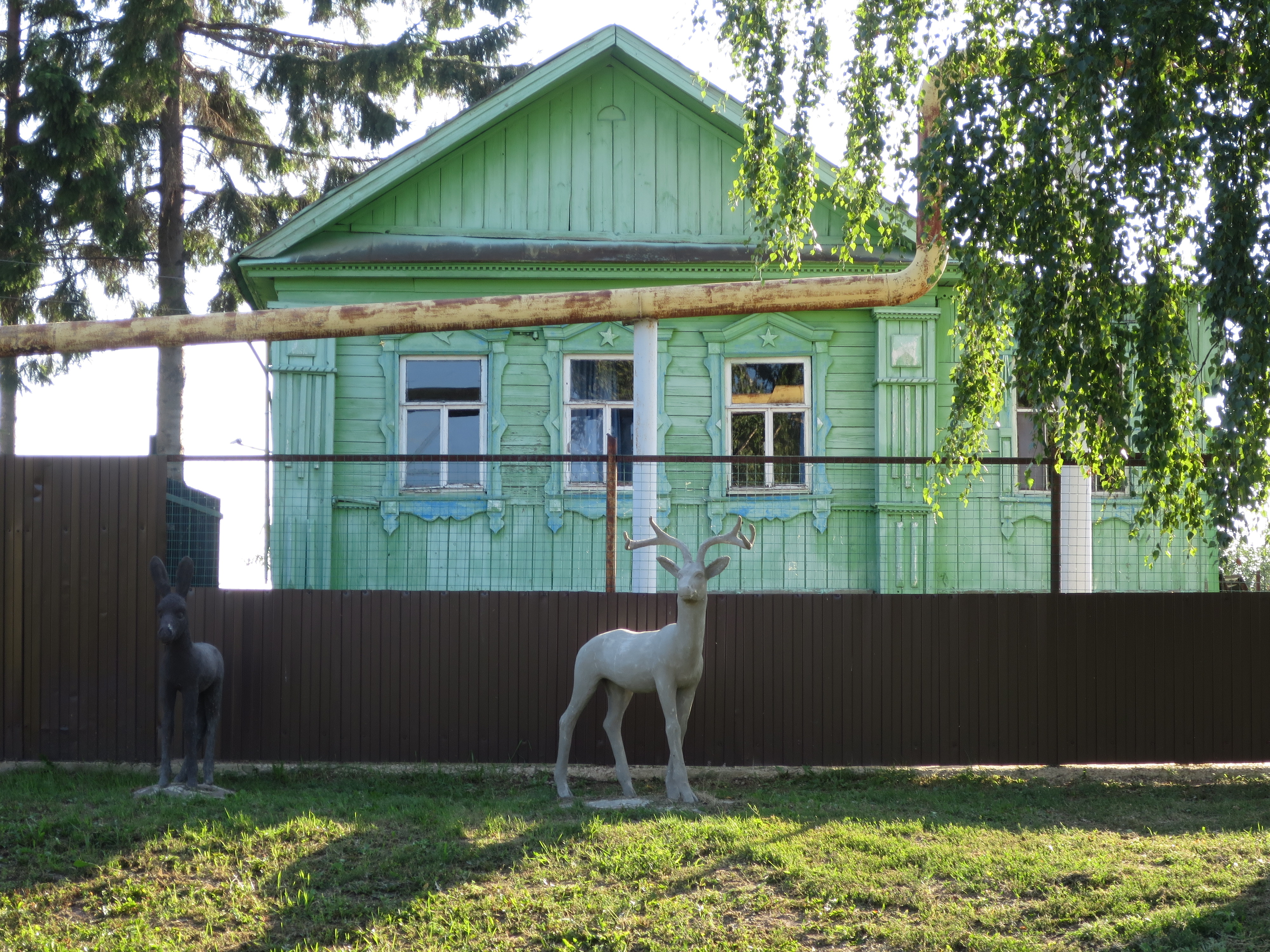
Дом в Хватовке

Хва́товка — село в Арзамасском районе Нижегородской области. Входит в состав Абрамовского сельсовета.
Село располагается на правом берегу реки Тёши.

## История
Поселение Хватовка возникло в 1826 г. в Арзамасском уезде, занимающем среднюю часть Нижегородской губернии. По рассказам старожилов, более ста лет назад в селе Новый Усад жил князь Мухранский (по другим данным, графы Скавронские). Однажды помещик изгнал из села за неповиновение около 30 человек своих крепостных и поселил их на места так называемых «провальных ям». Это была местность возле города Арзамаса, на которой залегали известняковые карстовые пласты, неподалёку также располагалась Святая Гора с Высокогорскою пустынью. От дождей, половодья они вымывались, и под землёй образовывались пустоты. С течением времени земля над пустотами проваливалась, образовывая ямы, наполненные водой. Среди первых переселенцев были семьи Беляковых, Курдиных, Барановых, Покатовых. Все крестьяне на новом месте старались захватить себе землю получше, и сами себя за это прозвали «хватами». Отсюда и пошло название нового поселения — Хватовка.

### Хватовская церковь
Первая церковь — Вознесения Господня, появляется лишь в 1910 году, и Хватовка приобретает статус села соответственно. До этого венчались, отпевали крестили, как правило, в арзамасском Софийском соборе, обнесённым каменным забором, построенным на деньги прихожан, что примечательно именно для жителей Арзамасского уезда. Городской приход хоть и был разделён на тридцать церквей, но центральным собором оставался Воскресенский.
В настоящий момент в здании первой Хватовской церкви располагается общеобразовательная школа.

## Население
Как и по всей стране, в начале XX века стали выделяться зажиточные крестьяне, их называли кулаками, колбасниками. Так, И. П. Шестериков держал бакалейную лавку, шерстобойку, огромную пасеку, молотилку, крупорушку, мельницу.
Говоря об остальных известных семьях, стоит отметить Алёшиных, также распоряжающихся собственной мельницей. Менее зажиточными были Гаранины и Клячины. Хватовка, в общем, была наделена большим количеством обеспеченных дворов.
По переписи населения в 2009 году в Хватовке проживает 834 человека.
| 1999 | 2002 | 2010 |
| ---- | ---- | ---- |
| 1003 | ↘880 | ↘802 |

### Известные уроженцы

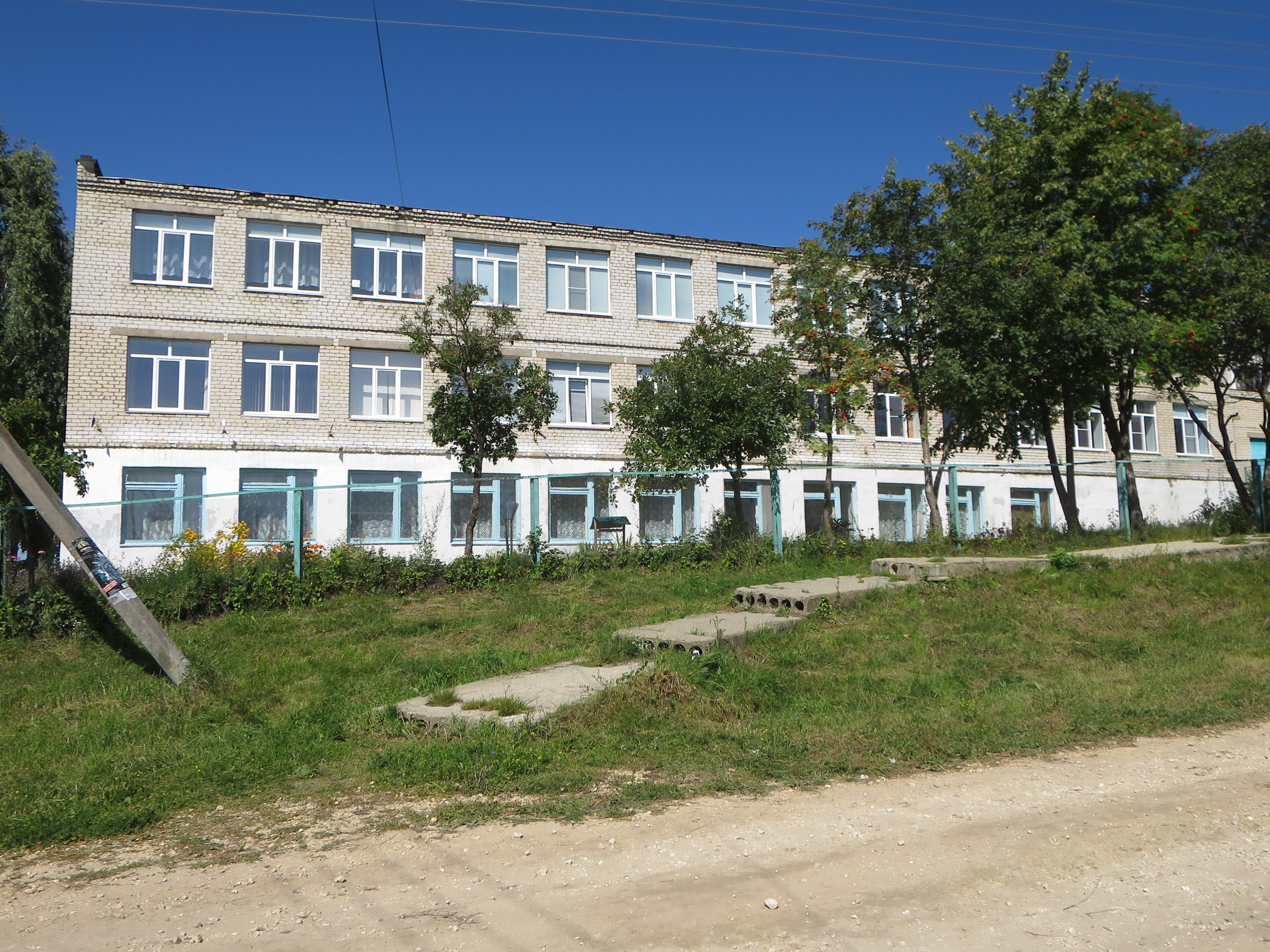
Хватовская школа

В селе родился и был комсомольским активистом села в годы НЭПа был будущий известный поэт М. В. Шестериков. 